# Teleotanais gerlachi
Teleotanais gerlachi är en kräftdjursart som beskrevs av Lang 1956. Teleotanais gerlachi ingår i släktet Teleotanais och familjen Nototanaidae. Inga underarter finns listade i Catalogue of Life.